# Städer i Hrodna voblasć
Städer i Hrodna voblasts i Republiken Belarus har kriterierna för ortskategorierna bestämda i enlighet med Republiken Belarus lag (den 5 maj 1998 № 154-Z) ”Om administrativa och territoriella uppdelningen och om ordningen för att lösa frågor om den administrativa och territoriella anordningen i Republiken Belarus”.
Städerna är indelade i följande underkategorier:
- en stad av republikansk subordination – Minsks stad, Republiken Belarus huvudstad;
- städer av regional subordination – de största orterna (med en folkmängd på minst 50 000 personer), som är administrativa och stora ekonomiska och kulturella centra med en utvecklad industriell och social infrastruktur;
- städer av distriktssubordination – orter med en folkmängd på minst 6 000 personer, med industrianläggningar, ett nätverk av institutioner för socialt och kulturellt och hushållsändamål, med förutsättningarna för vidareutveckling och befolkningstillväxt.

## Karta över städer i Hrodna voblasć
Städer med folkmängd:
|  |  | – 200 000 och mera          |  |  | – från 10 000 till 19 999 |
|  |  | – från 100 000 till 199 999 |  |  | – 9 999 och mindre        |
|  |  | – från 20 000 till 49 999   |  |  |                           |

Den gröna färgen indicerar städer med ökande folkmängd, och den röda med minskande folkmängd.

## Antal städer och folkmängd
Den 14 oktober 2009 (folkräkning) fanns det i Hrodna voblasć 14 städer, däribland 1 stad av regional subordination och 13 städer av distriktssubordination:
| Folkmängd               | Antal | Antal i procent | Personer | Personer i procent |
| ----------------------- | ----- | --------------- | -------- | ------------------ |
| 200 000 och mera        | 1     | 7,14 %          | 327 540  | 48,53 %            |
| från 50 000 till 99 999 | 1     | 7,14 %          | 97 629   | 14,46 %            |
| från 20 000 till 49 999 | 4     | 28,57 %         | 158 756  | 23,52 %            |
| från 10 000 till 19 999 | 5     | 35,71 %         | 68 154   | 10,10 %            |
| 9 999 och mindre        | 3     | 21,43 %         | 22 913   | 3,39 %             |
| Summa                   | 14    | 100,00 %        | 674 992  | 100,00 %           |

Den 1 januari 2016 fanns det redan 15 städer, däribland 1 stad av regional subordination och 14 städer av distriktssubordination.

## Lista över städer i Hrodna voblasć
Latinska namnen på listan är skrivna i enlighet med de officiella nationella och internationella translitterationsreglerna.

| Nr | Vapen | Namn (latinskt)            | Namn (kyrilliskt) | Distrikt (rajon)     | Folkmängd (folkräkning, 2009) | Folkmängd (beräkning, 2016) | Förändring |
| -- | ----- | -------------------------- | ----------------- | -------------------- | ----------------------------- | --------------------------- | ---------- |
| 1  |       | Hrodna                     | Гродна            | Hrodna stad          | 327 540                       | 365 610                     | +11,62 %   |
| 2  |       | Lida                       | Ліда              | Lida distrikt        | 97 629                        | 100 443                     | +2,88 %    |
| 3  |       | Slonim                     | Слонім            | Slonims distrikt     | 48 970                        | 49 528                      | +1,14 %    |
| 4  |       | Vaŭkavysk                  | Ваўкавыск         | Vaŭkavysks distrikt  | 44 167                        | 44 110                      | −0,13 %    |
| 5  |       | Smarhoń                    | Смаргонь          | Smarhońs distrikt    | 36 283                        | 37 372                      | +3,00 %    |
| 6  |       | Navahrudak                 | Навагрудак        | Navahrudaks distrikt | 29 336                        | 29 594                      | +0,88 %    |
| 7  |       | Ašmiany                    | Ашмяны            | Ašmiany distrikt     | 14 813                        | 16 388                      | +10,63 %   |
| 8  |       | Masty                      | Масты             | Masty distrikt       | 16 595                        | 15 948                      | −3,90 %    |
| 9  |       | Ščučyn                     | Шчучын            | Ščučyns distrikt     | 15 042                        | 15 538                      | +3,30 %    |
| 10 |       | Skidzieĺ                   | Скідзель          | Hrodna distrikt      | 10 869                        | 10 592                      | −2,55 %    |
| 11 |       | Biarozaŭka                 | Бярозаўка         | Lida distrikt        | 10 835                        | 10 478                      | −3,29 %    |
| 12 |       | Astravets (stad från 2012) | Астравец          | Astraviecs distrikt  | 8 285                         | 9 569                       | +15,50 %   |
| 13 |       | Iŭje                       | Іўе               | Iŭje distrikt        | 8 174                         | 7 712                       | −5,65 %    |
| 14 |       | Dziatlava                  | Дзятлава          | Dziatlava distrikt   | 7 853                         | 7 706                       | −1,87 %    |
| 15 |       | Svislač                    | Свіслач           | Svislačs distrikt    | 6 886                         | 6 600                       | −4,15 %    |

## Bildgalleri

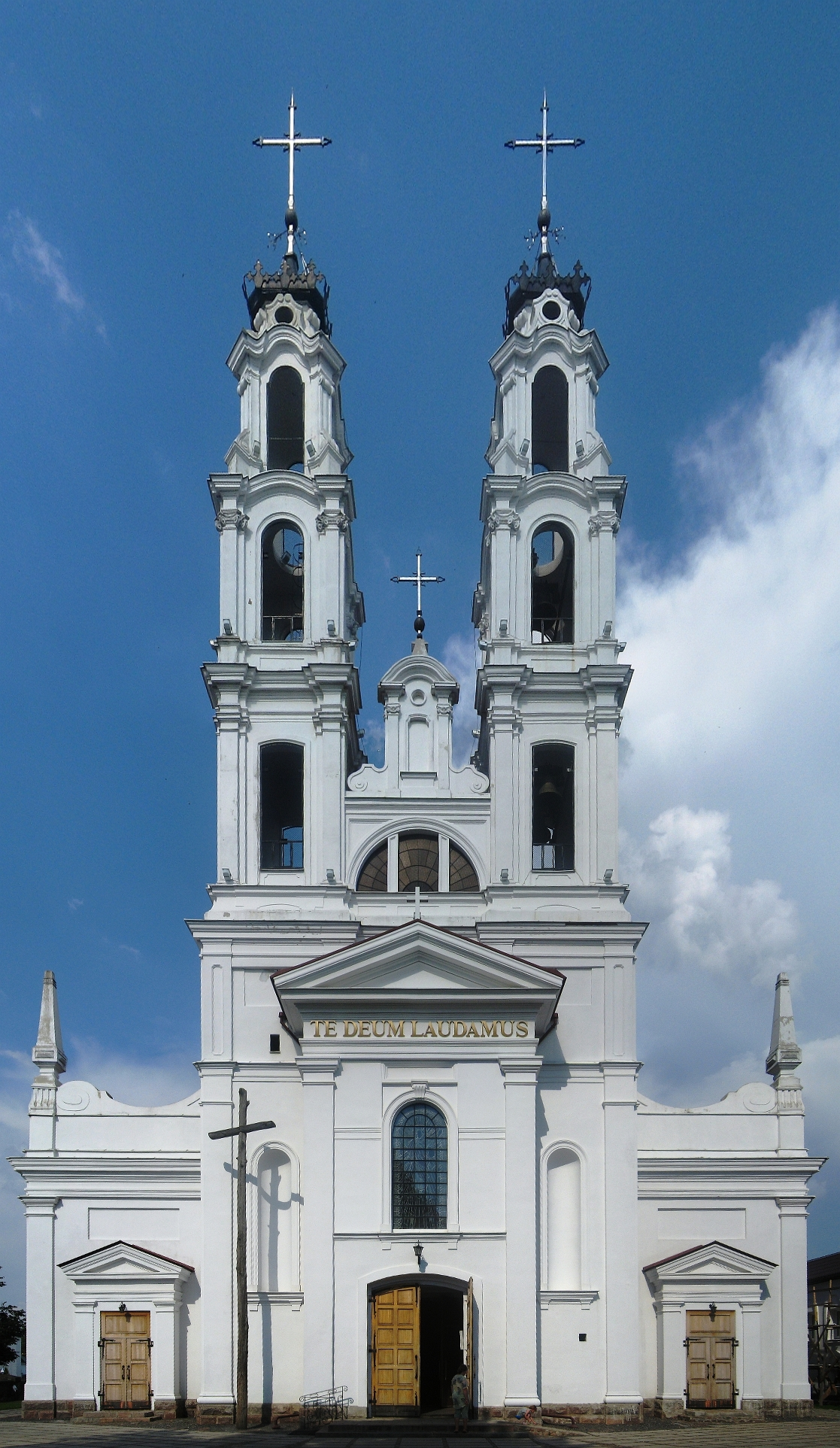
Ašmiany
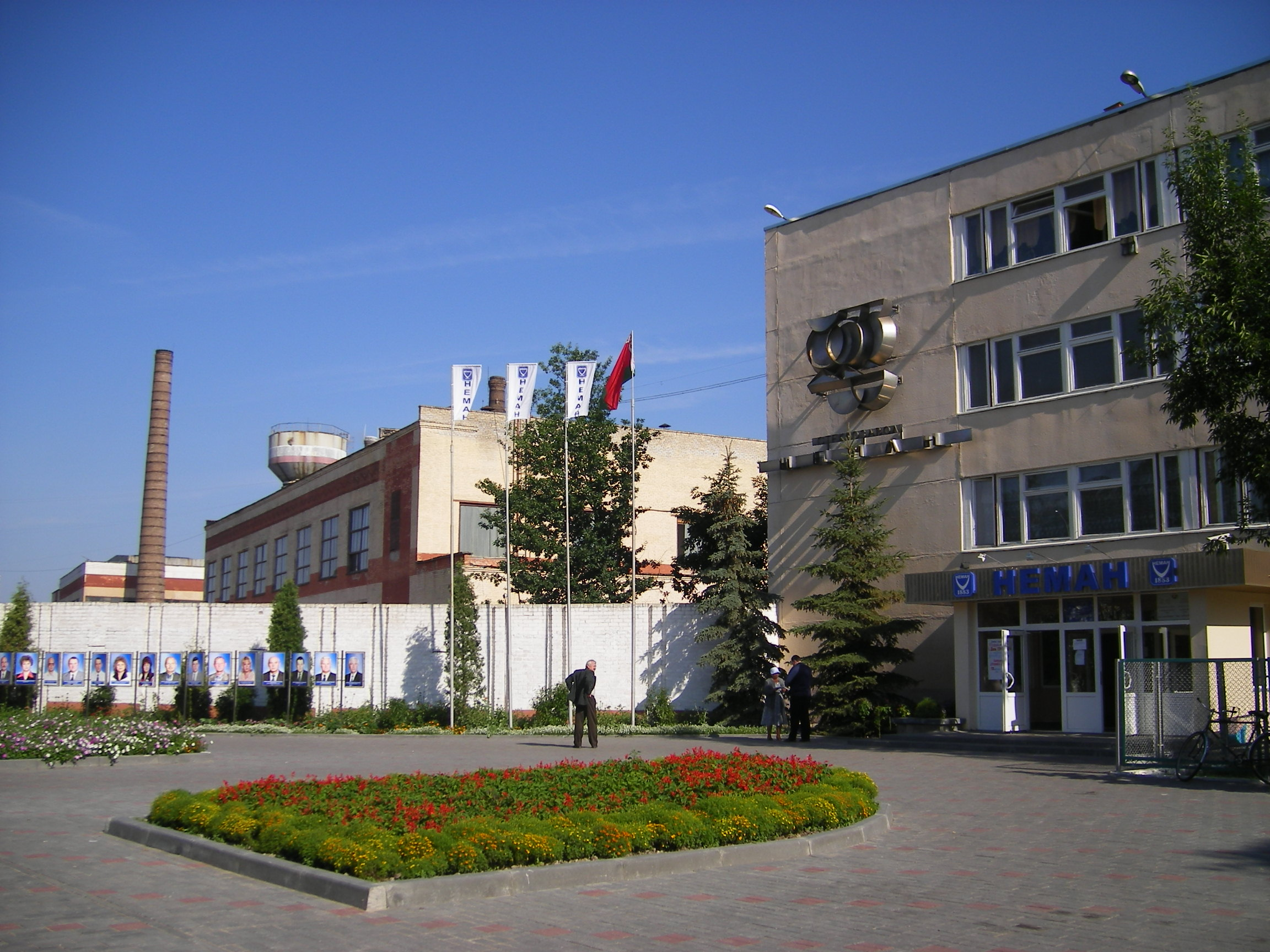
Biarozaŭka
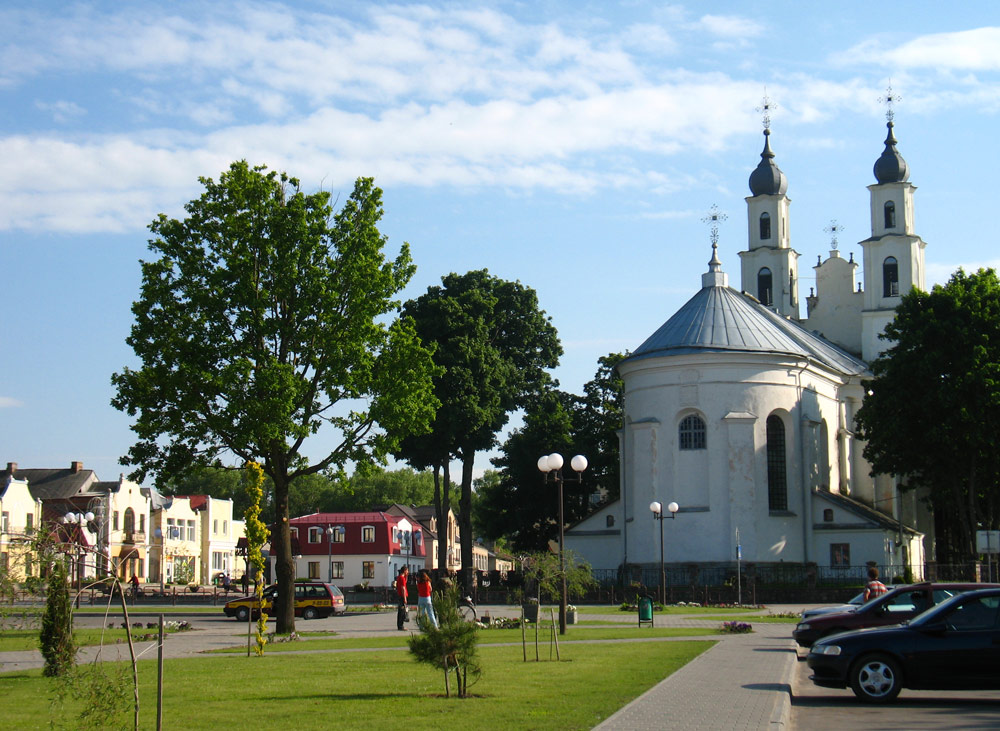
Dziatlava
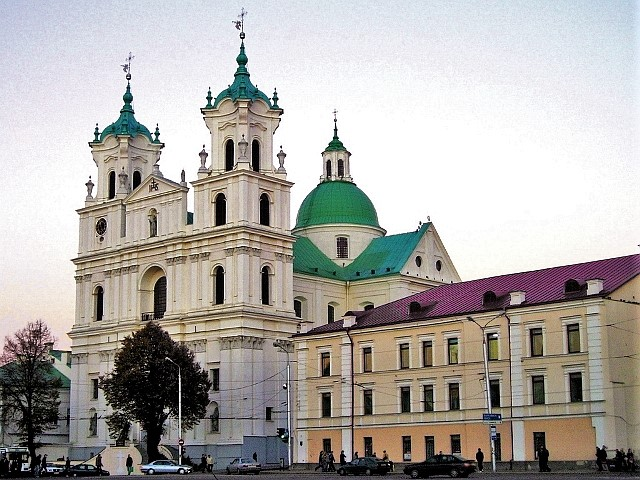
Hrodna
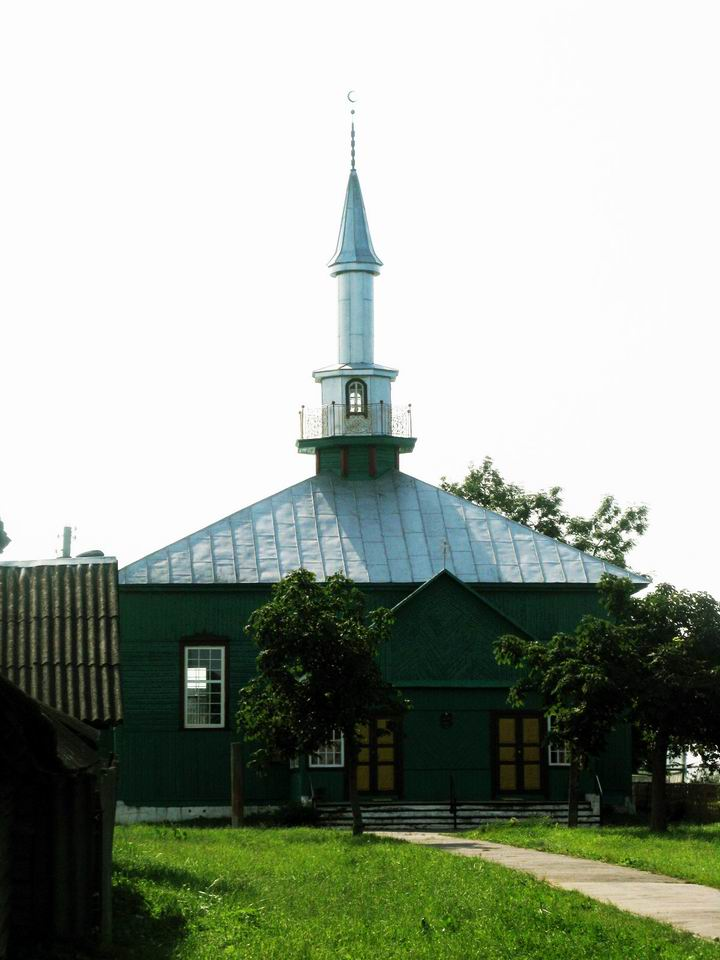
Iŭje
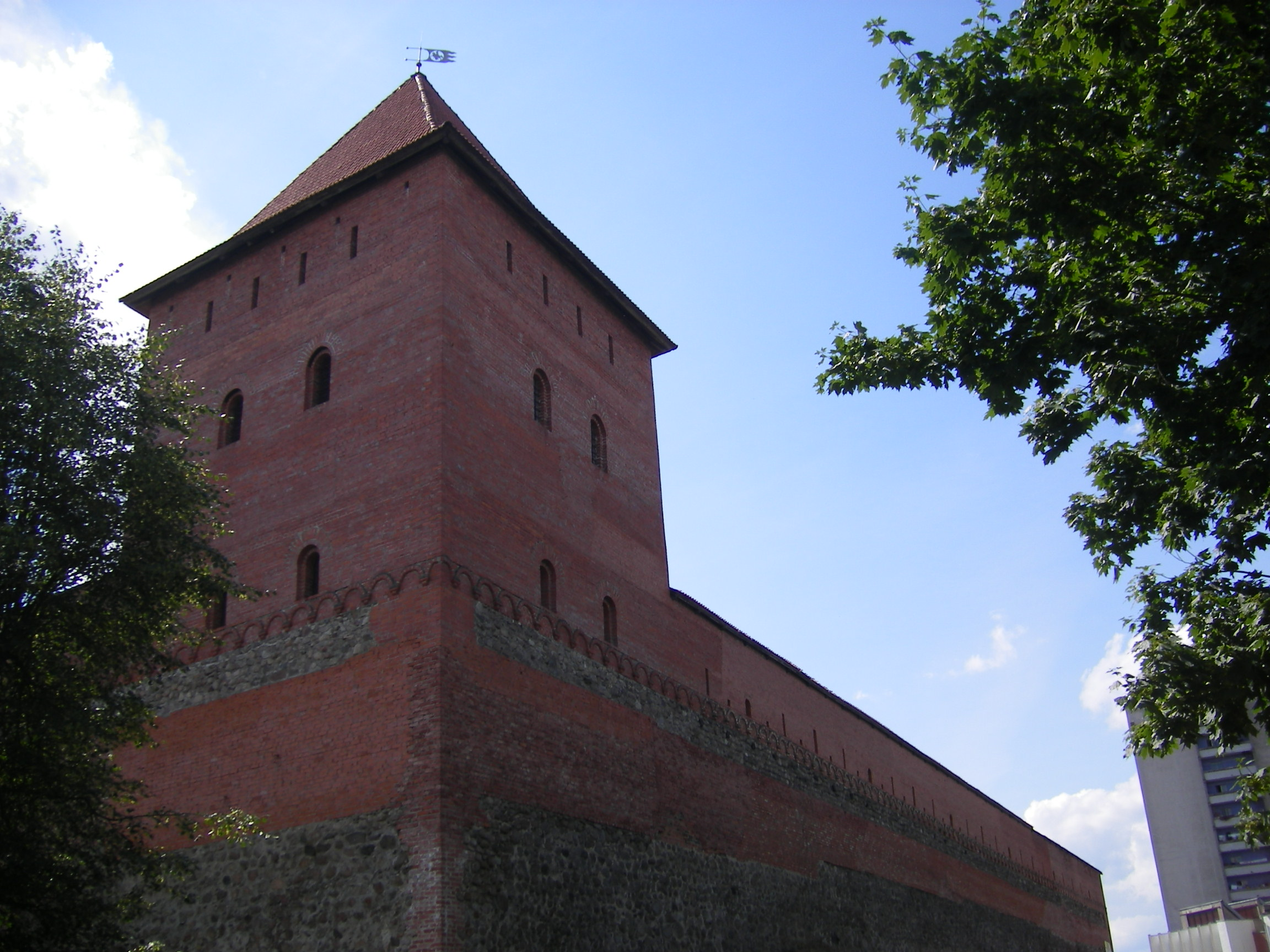
Lida
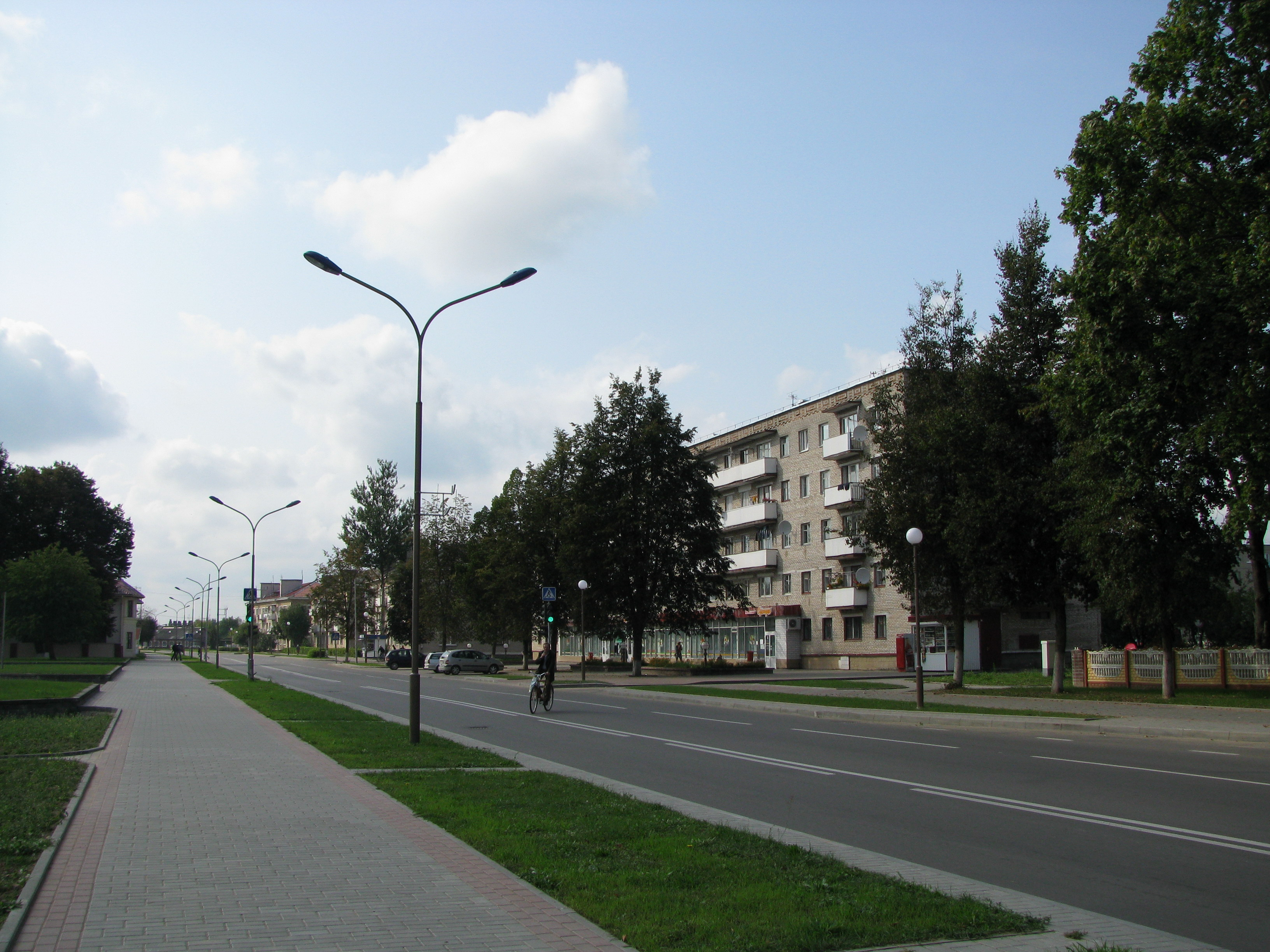
Masty
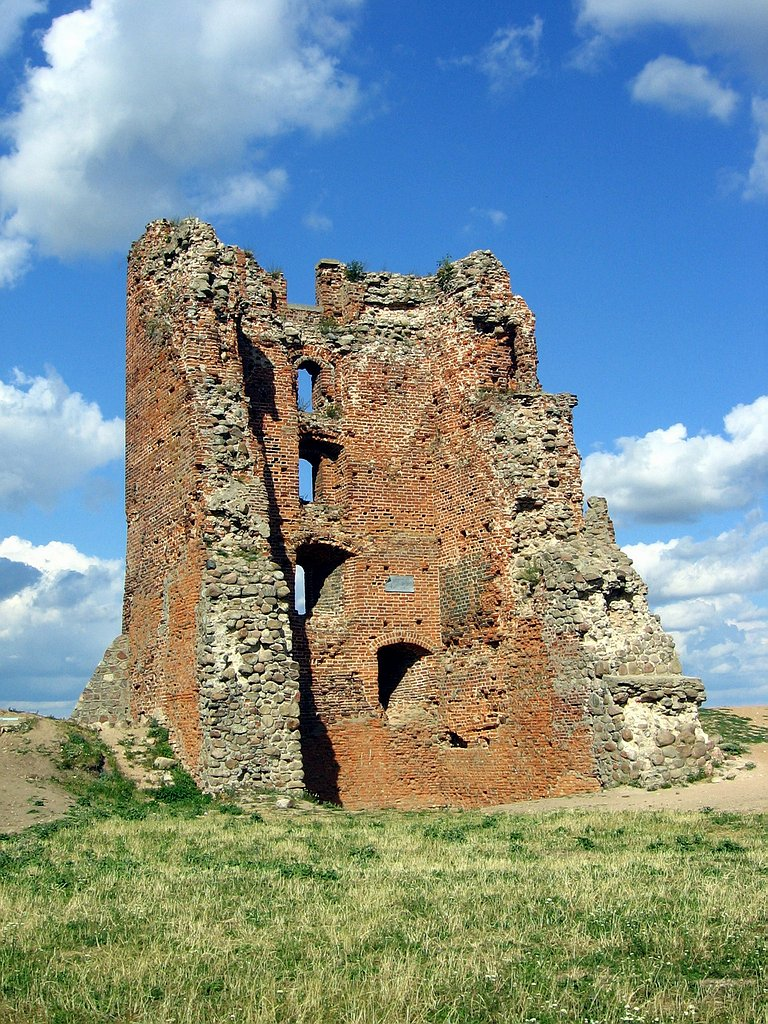
Navahrudak
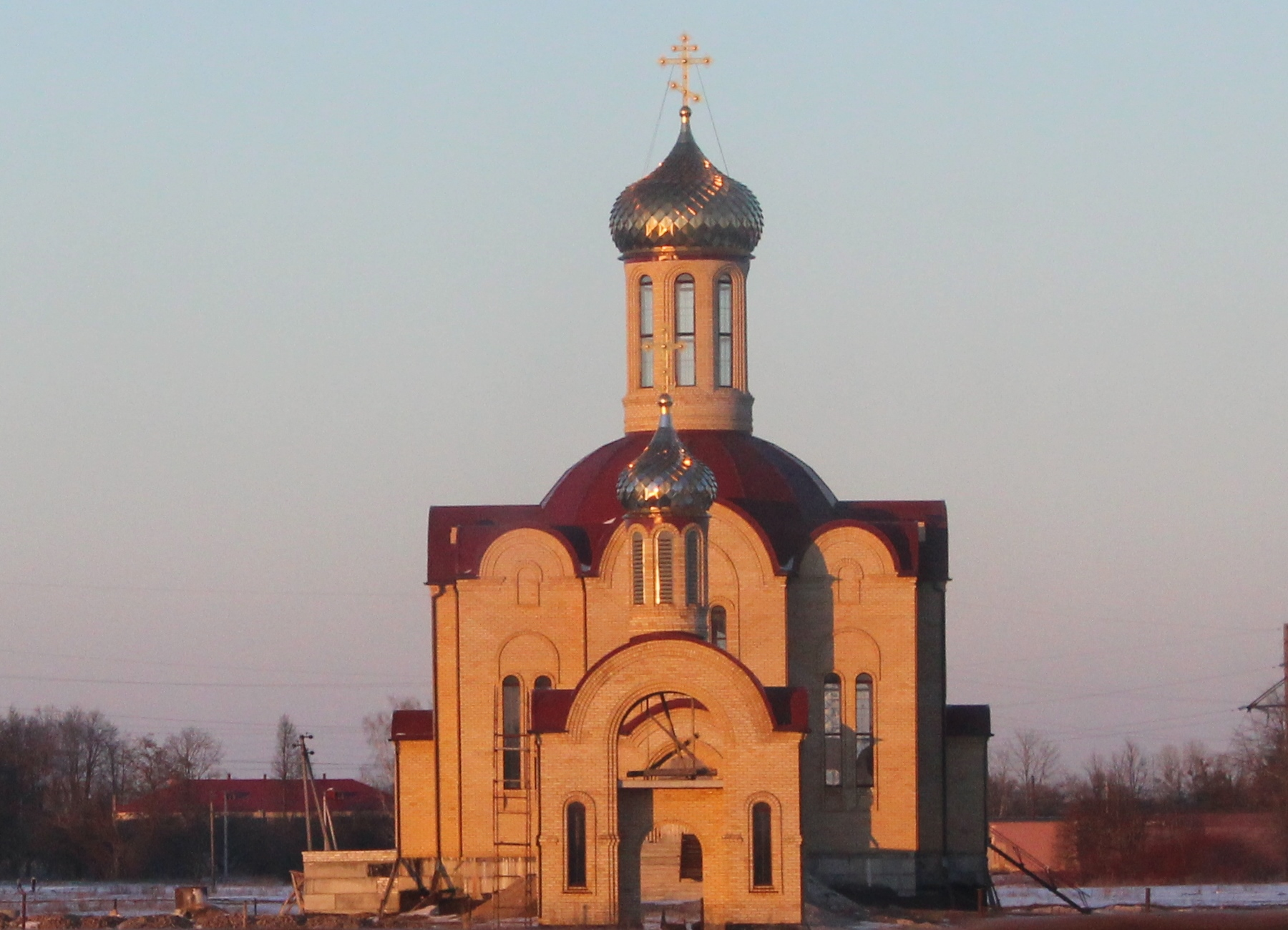
Skidzieĺ
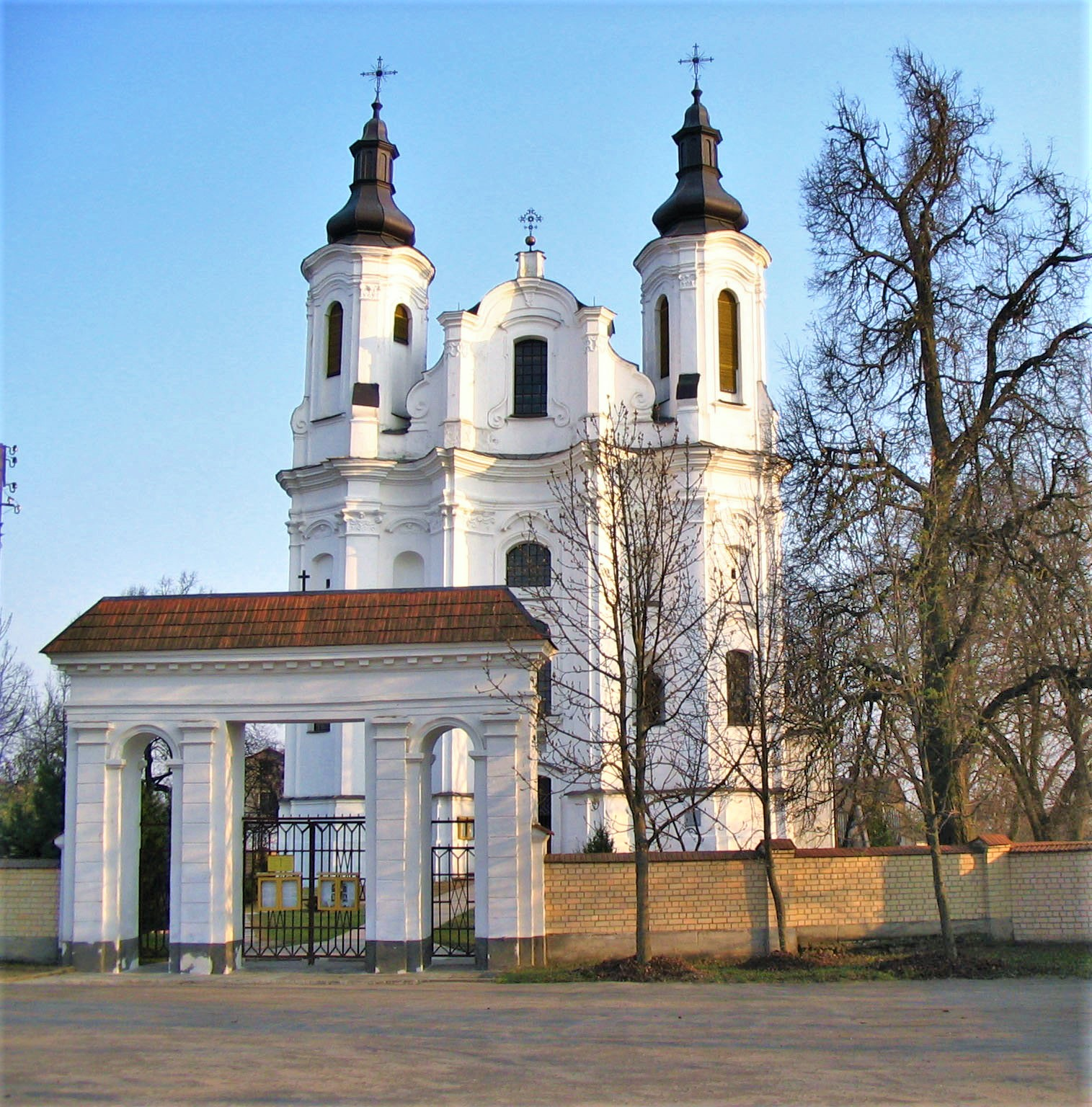
Slonim
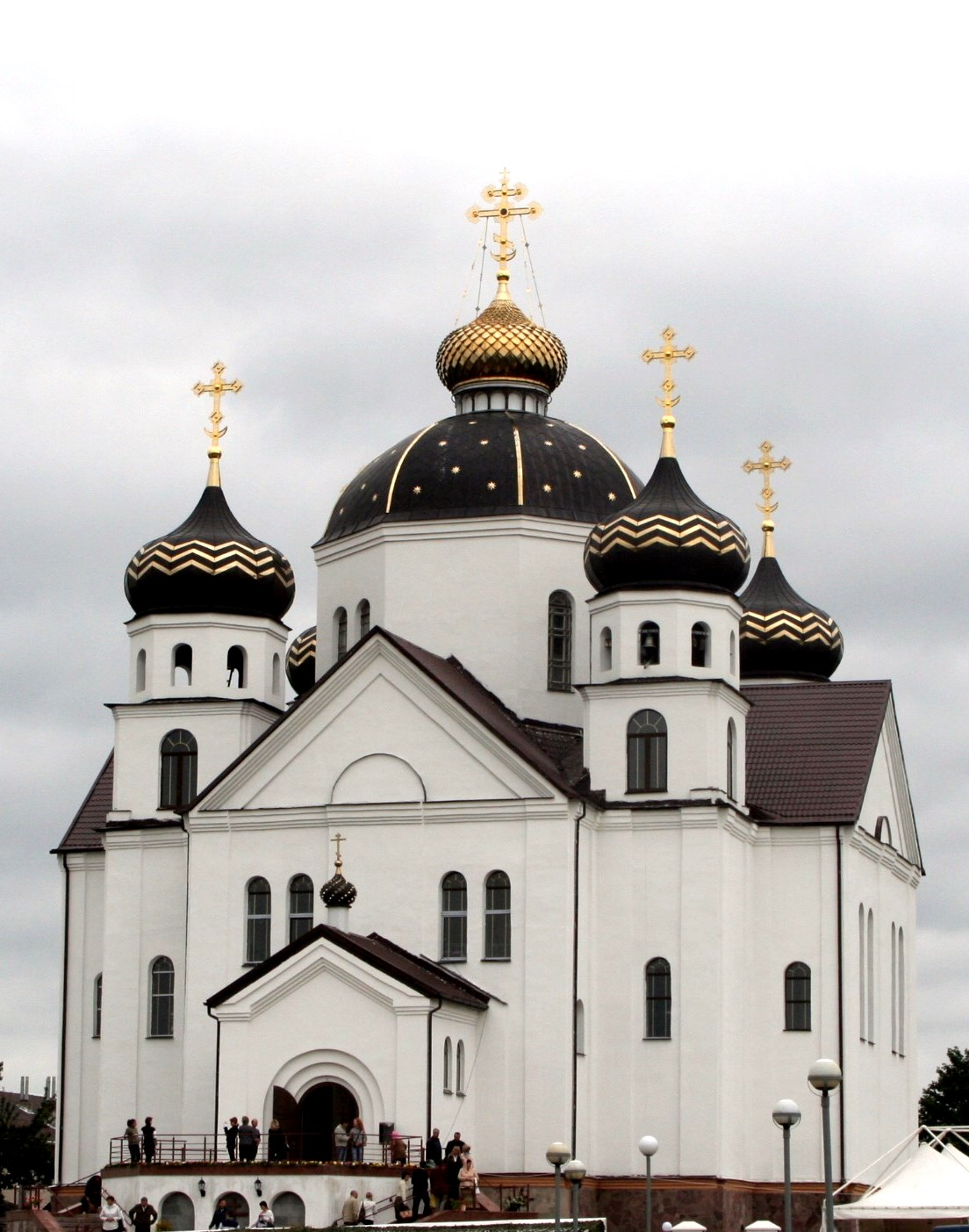
Smarhoń
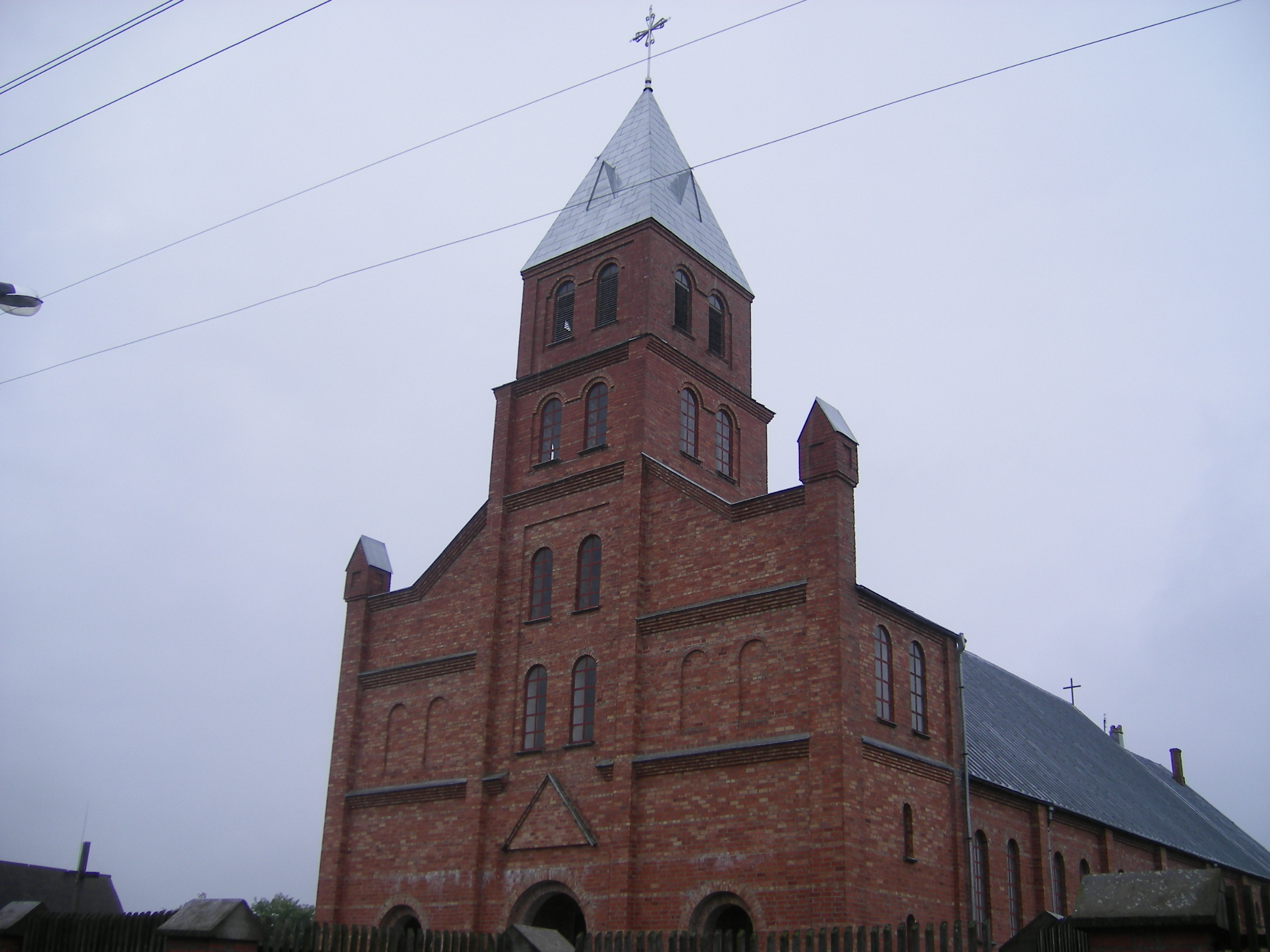
Svislač
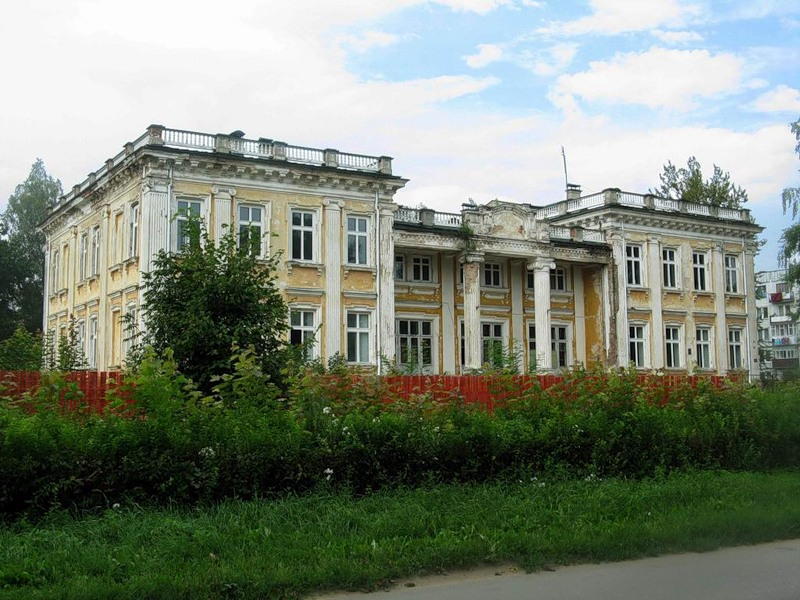
Ščučyn
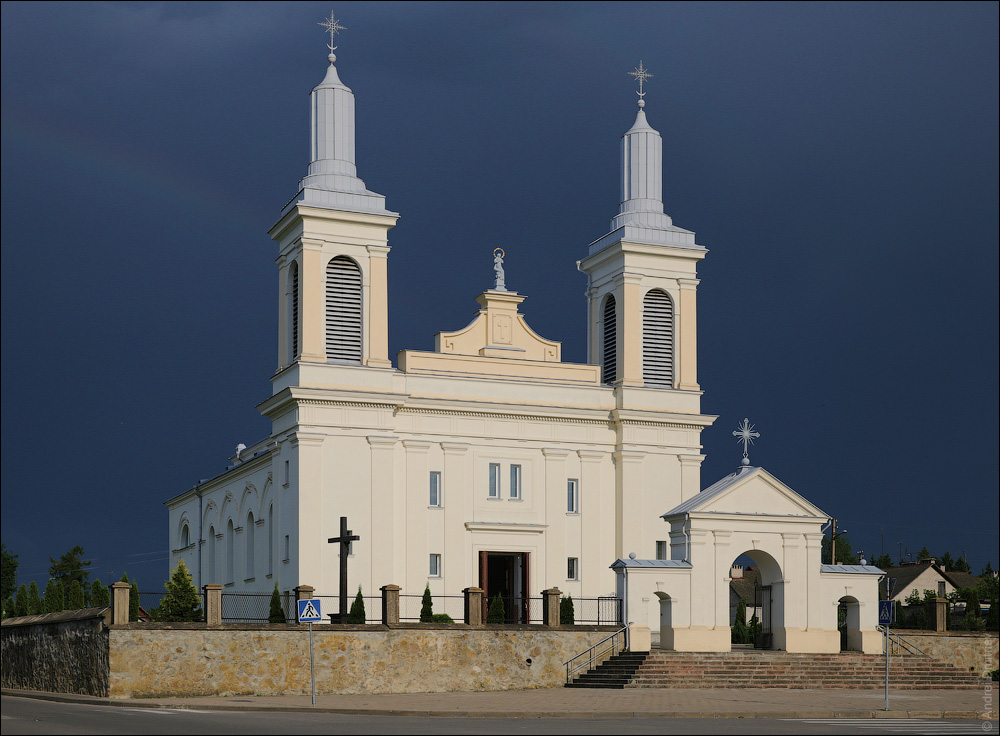
Vaŭkavysk